# Mont Jōnen
Le mont Jōnen (常念岳, Jōnen-dake) est une des 100 montagnes célèbres du Japon. Culminant à une altitude de 2 857 m, elle est située dans les monts Hida de la préfecture de Nagano et dans le parc national de Chūbu-Sangaku. Elle est visible du bassin d'Azumi (en).